# Torre PEMEX (Veracruz)
La Torre Pemex es un edificio junto al mar ubicado en frente del malecon dentro del Centro histórico de Veracruz, es una de la herencias arquitectónicas que dejó el socialismo mexicano; fruto de la expropiación del petróleo.  
Tiene una altura de 54 metros y 13 pisos y se encuentra en un terreno abierto, por lo que recibe los vientos provenientes del mar y el norte. 
También se encuentra cerca de otros monumentos igual de representativos como la Fortaleza de San Juan de Ulúa, el Muelle de la T y el Faro de Venustiano Carranza. Estos ultimos encontrándose atras y a un costado del edificio respectivamente. 

## Estructura
Su estrucura consiste en un prisma rectangular de base cuadrada rodeado por un pórtico de grandes columnas. En su parte Superior está rematado por una estructura en forma de voladizo a modo de pérgola.
Entre sus elementos más destacados, se encuentra el mural "Águila en Vuelo" del artista Jorge González Camarena. 
En la explanada, se encuentra un conjunto escultórico del artista costarricense Francisco Zúñiga, titulado "La Riqueza del Mar" y el bajo relieve llamado "La Cosecha", que resaltan como posiblemente las esculturas más valiosas en la ciudad. 
En esta se muestra a dos hombres sacando una red de pesca del mar, en donde las olas se tornan en una figura de una mujer, todo el conjunto escultórico forma parte de una fuente que por las tardes es bordeada de familias que descansan bajo la sombra del imponente edificio. 

## Construcción
Su Construcción fue un encargo del en ese entonces presidente Miguel Alemán Valdés en 1950, el edificio fue originalmente destinado a ser una sede del Banco de México. El objetivo era que se convirtiera en el edificio más alto del Golfo de México y se encargo al arquitecto Carlos Lazo Barreiro. 
En 1952 se termino de construir y se inauguró el edificio más alto de la regíon, fue el edificio más alto del Estado de Veracruz hasta 1993 cuando lo supero la Torre Ánimas de 62 metros en Xalapa. 
Actualmente es el segundo edificio más alto de la Ciudad de Veracruz solo siendo superado por la Torre Arista de 102 metros esta ultima ubicándose a 210 metros del edificio.

## Ocupaciones posteriores
Entre la decada de los 70's y 80's fue ocupado por Pemex, lo que se tradujo en remodelaciones por parte de la empresa que no siempre cumplieron con los cuidados del estilo. Sin enbargo lo esencial del edificio se conservo y aún hoy lo hace. 
En 2019 el edificio se planeaba pasar a manos de la Conagua mientras que Pemex se mudó a Boca del Río pero no se concretó el proyecto y el edificio quedo abandonado desde ese entonces el edificio a sufrido algunos daños en su cristalería. Mientras que la sede de la Conagua se trasladó a xalapa. 

## Otros datos
- El edificio alguna vez contó con un museo en su ultimo piso, pero ya no se puede visitar. [8]
- No confundir con la Torre Ejecutiva Pemex que se encuentra en la Ciudad de México.
- Rango en el top de altura:
  - En La Zona metropolitana  32º
  - En el Estado 38º